# Grand Prix moto d'Allemagne
Le Grand Prix moto d'Allemagne de vitesse moto est une des épreuves du Championnat du monde de vitesse moto.
Existant depuis 1925, le Grand Prix d'Allemagne fait partie du Championnat du monde de vitesse moto depuis 1952.
De 1961 à 1972, le championnat du monde comportait également le Grand Prix d'Allemagne de l'Est qui se courait sur le Sachsenring.
Le Grand Prix d'Allemagne qui a eu lieu dans le passé principalement à Hockenheim et au Nürburgring se déroule depuis 1998 sur le Sachsenring.
L'édition 2020, initialement prévue du 19 au 21 juin, est annulée le 29 avril, pour toutes les catégories, en raison de la pandémie de coronavirus.

## Circuits utilisés

Avus
Nürburgring Nordschleife, utilisé jusqu'en 1980
Nürburgring circuit Grand Prix, 1984-1997
Hockenheimring, utilisé jusqu'en 1994
Sachsenring, 1998 à nos jours

- Le 11 juillet 2014, Marc Marquez s'offre le nouveau record absolu, en 1 min 20 s 937. L'Espagnol bat l'Australien Casey Stoner, détenteur du précédent record, en 1 min 21 s 067 (depuis 2008).

## Palmarès du Grand Prix d'Allemagne
Les cases roses indiquent les courses qui n'ont pas fait partie du championnat du monde de vitesse moto.
| Année | Circuit     | Moto3                                                   | Moto2                                                   | MotoGP                                                  | Rapport |
| ----- | ----------- | ------------------------------------------------------- | ------------------------------------------------------- | ------------------------------------------------------- | ------- |
| 2024  | Sachsenring | David Alonso                                            | Fermín Aldeguer                                         | Francesco Bagnaia                                       | Rapport |
| 2023  | Sachsenring | Deniz Öncü                                              | Pedro Acosta                                            | Jorge Martin                                            | Rapport |
| 2022  | Sachsenring | Izan Guevara                                            | Augusto Fernández                                       | Fabio Quartararo                                        | Rapport |
| 2021  | Sachsenring | Pedro Acosta                                            | Remy Gardner                                            | Marc Márquez                                            | Rapport |
| 2020  | Sachsenring | Édition annulée en raison de la pandémie de coronavirus | Édition annulée en raison de la pandémie de coronavirus | Édition annulée en raison de la pandémie de coronavirus | Rapport |
| 2019  | Sachsenring | Lorenzo Dalla Porta                                     | Álex Márquez                                            | Marc Márquez                                            | Rapport |
| 2018  | Sachsenring | Jorge Martín                                            | Brad Binder                                             | Marc Márquez                                            | Rapport |
| 2017  | Sachsenring | Joan Mir                                                | Franco Morbidelli                                       | Marc Márquez                                            | Rapport |
| 2016  | Sachsenring | Khairul Idham Pawi                                      | Johann Zarco                                            | Marc Márquez                                            | Rapport |
| 2015  | Sachsenring | Danny Kent                                              | Xavier Siméon                                           | Marc Márquez                                            | Rapport |
| 2014  | Sachsenring | Jack Miller                                             | Dominique Aegerter                                      | Marc Márquez                                            | Rapport |
| 2013  | Sachsenring | Álex Rins                                               | Jordi Torres                                            | Marc Márquez                                            | Rapport |
| 2012  | Sachsenring | Sandro Cortese                                          | Marc Márquez                                            | Daniel Pedrosa                                          | Rapport |
| Année | Circuit     | 125 cm3                                                 | Moto2                                                   | Moto GP                                                 | Rapport |
| 2011  | Sachsenring | Héctor Faubel                                           | Marc Márquez                                            | Daniel Pedrosa                                          | Rapport |
| 2010  | Sachsenring | Marc Márquez                                            | Toni Elías                                              | Daniel Pedrosa                                          | Rapport |
| Année | Circuit     | 125 cm3                                                 | 250 cm3                                                 | MotoGP                                                  | Rapport |
| 2009  | Sachsenring | Julián Simón                                            | Marco Simoncelli                                        | Valentino Rossi                                         | Rapport |
| 2008  | Sachsenring | Mike Di Meglio                                          | Marco Simoncelli                                        | Casey Stoner                                            | Rapport |
| 2007  | Sachsenring | Gábor Talmácsi                                          | Hiroshi Aoyama                                          | Daniel Pedrosa                                          | Rapport |
| 2006  | Sachsenring | Mattia Pasini                                           | Yuki Takahashi                                          | Valentino Rossi                                         | Rapport |
| 2005  | Sachsenring | Mika Kallio                                             | Daniel Pedrosa                                          | Valentino Rossi                                         | Rapport |
| 2004  | Sachsenring | Roberto Locatelli                                       | Daniel Pedrosa                                          | Max Biaggi                                              | Rapport |
| 2003  | Sachsenring | Stefano Perugini                                        | Roberto Rolfo                                           | Sete Gibernau                                           | Rapport |
| 2002  | Sachsenring | Arnaud Vincent                                          | Marco Melandri                                          | Valentino Rossi                                         | Rapport |
| Année | Circuit     | 125 cm3                                                 | 250 cm3                                                 | 500 cm3                                                 | Rapport |
| 2001  | Sachsenring | Simone Sanna                                            | Marco Melandri                                          | Max Biaggi                                              | Rapport |
| 2000  | Sachsenring | Youichi Ui                                              | Olivier Jacque                                          | Alex Barros                                             | Rapport |
| 1999  | Sachsenring | Marco Melandri                                          | Valentino Rossi                                         | Kenny Roberts, Jr.                                      | Rapport |
| 1998  | Sachsenring | Tomomi Manako                                           | Tetsuya Harada                                          | Michael Doohan                                          | Rapport |
| 1997  | Nürburgring | Valentino Rossi                                         | Tetsuya Harada                                          | Michael Doohan                                          | Rapport |
| 1996  | Nürburgring | Masaki Tokudome                                         | Ralf Waldmann                                           | Luca Cadalora                                           | Rapport |
| 1995  | Nürburgring | Haruchika Aoki                                          | Max Biaggi                                              | Daryl Beattie                                           | Rapport |
| 1994  | Hockenheim  | Dirk Raudies                                            | Loris Capirossi                                         | Michael Doohan                                          | Rapport |
| 1993  | Hockenheim  | Dirk Raudies                                            | Doriano Romboni                                         | Daryl Beattie                                           | Rapport |
| 1992  | Hockenheim  | Bruno Casanova                                          | Pierfrancesco Chili                                     | Michael Doohan                                          | Rapport |
| 1991  | Hockenheim  | Ralf Waldmann                                           | Helmut Bradl                                            | Kevin Schwantz                                          | Rapport |

| Année | Circuit              | 80 cm3               | 125 cm3             | 250 cm3             | 350 cm3             | 500 cm3            | Rapport |
| ----- | -------------------- | -------------------- | ------------------- | ------------------- | ------------------- | ------------------ | ------- |
| 1990  | Nürburgring          |                      | Doriano Romboni     | Wilco Zeelenberg    |                     | Kevin Schwantz     | Rapport |
| 1989  | Hockenheim           | Peter Öttl           | Àlex Crivillé       | Sito Pons           |                     | Wayne Rainey       | Rapport |
| 1988  | Nürburgring          | Jorge Martínez       | Ezio Gianola        | Luca Cadalora       |                     | Kevin Schwantz     | Rapport |
| 1987  | Hockenheim           | Gerhard Waibel       | Fausto Gresini      | Anton Mang          |                     | Eddie Lawson       | Rapport |
| 1986  | Nürburgring          | Manuel Herreros      | Luca Cadalora       | Carlos Lavado       |                     | Eddie Lawson       | Rapport |
| 1985  | Hockenheim           | Stefan Dörflinger    | August Auinger      | Martin Wimmer       |                     | Christian Sarron   | Rapport |
| 1984  | Nürburgring          | Stefan Dörflinger    | Ángel Nieto         | Christian Sarron    |                     | Freddie Spencer    | Rapport |
| Année | Circuit              | 50 cm3               | 125 cm3             | 250 cm3             | 350 cm3             | 500 cm3            | Rapport |
| 1983  | Hockenheim           | Stefan Dörflinger    | Ángel Nieto         | Carlos Lavado       |                     | Kenny Roberts      | Rapport |
| 1982  | Hockenheim           | Eugenio Lazzarini    |                     | Anton Mang          | Manfred Herweh      | Randy Mamola       | Rapport |
| 1981  | Hockenheim           | Stefan Dörflinger    | Ángel Nieto         | Anton Mang          | Anton Mang          | Kenny Roberts      | Rapport |
| 1980  | Nürburgring Nord     | Stefan Dörflinger    | Guy Bertin          | Kork Ballington     | Jon Ekerold         | Marco Lucchinelli  | Rapport |
| 1979  | Hockenheim           | Gerhard Waibel       | Ángel Nieto         | Kork Ballington     | Jon Ekerold         | Wil Hartog         | Rapport |
| 1978  | Nürburgring Nord     | Ricardo Tormo        | Ángel Nieto         | Kork Ballington     | Takazumi Katayama   | Virginio Ferrari   | Rapport |
| 1977  | Hockenheim           | Herbert Rittberger   | Pier Paolo Bianchi  | Christian Sarron    | Takazumi Katayama   | Barry Sheene       | Rapport |
| 1976  | Nürburgring Nord     | Ángel Nieto          | Anton Mang          | Walter Villa        | Walter Villa        | Giacomo Agostini   | Rapport |
| 1975  | Hockenheim           | Ángel Nieto          | Paolo Pileri        | Walter Villa        | Johnny Cecotto      | Giacomo Agostini   | Rapport |
| 1974  | Nürburgring Nord     | Ingo Emmerich        | Fritz Reitmaier     | Helmut Kassner      | Helmut Kassner      | Edmund Czihak      | Rapport |
| 1973  | Hockenheim           | Theo Timmer          | Kent Andersson      | Jarno Saarinen      | Teuvo Länsivuori    | Phil Read          | Rapport |
| 1972  | Nürburgring Nord?    | Jan de Vries         | Gilberto Parlotti   | Hideo Kanaya        | Jarno Saarinen      | Giacomo Agostini   | Rapport |
| 1971  | Hockenheim           | Jan de Vries         | Dave Simmonds       | Phil Read           | Giacomo Agostini    | Giacomo Agostini   | Rapport |
| 1970  | Nürburgring Nord     | Ángel Nieto          | John Dodds          | Kel Carruthers      | Giacomo Agostini    | Giacomo Agostini   | Rapport |
| 1969  | Hockenheim           | Aalt Toersen         | Dave Simmonds       | Kent Andersson      | Giacomo Agostini    | Giacomo Agostini   | Rapport |
| 1968  | Nürburgring Süd      | Hans-Georg Anscheidt | Phil Read           | Bill Ivy            | Giacomo Agostini    | Giacomo Agostini   | Rapport |
| 1967  | Hockenheim           | Hans-Georg Anscheidt | Yoshimi Katayama    | Ralph Bryans        | Mike Hailwood       | Giacomo Agostini   | Rapport |
| 1966  | Hockenheim           | Hans-Georg Anscheidt | Luigi Taveri        | Mike Hailwood       | Mike Hailwood       | Jim Redman         | Rapport |
| 1965  | Nürburgring Süd      | Ralph Bryans         | Hugh Anderson       | Phil Read           | Giacomo Agostini    | Mike Hailwood      | Rapport |
| 1964  | Solitude             | Ralph Bryans         | Jim Redman          | Phil Read           | Jim Redman          | Mike Hailwood      | Rapport |
| 1963  | Hockenheim           | Hugh Anderson        | Ernst Degner        | Tarquinio Provini   | Jim Redman          |                    | Rapport |
| 1962  | Solitude             | Ernst Degner         | Luigi Taveri        | Jim Redman          |                     |                    | Rapport |
| 1961  | Hockenheim           | Miro Zelnik          | Ernst Degner        | Kunimitsu Takahashi | Frantisek Stastny   | Gary Hocking       | Rapport |
| 1960  | Solitude             |                      |                     | Gary Hocking        |                     | John Surtees       | Rapport |
| 1959  | Hockenheim           |                      | Carlo Ubbiali       | Carlo Ubbiali       | John Surtees        | John Surtees       | Rapport |
| 1958  | Nürburgring Nord     |                      | Carlo Ubbiali       | Tarquinio Provini   | John Surtees        | John Surtees       | Rapport |
| 1957  | Hockenheim           |                      | Carlo Ubbiali       | Carlo Ubbiali       | Libero Liberati     | Libero Liberati    | Rapport |
| 1956  | Solitude             |                      | Romolo Ferri        | Carlo Ubbiali       | Bill Lomas          | Reg Armstrong      | Rapport |
| 1955  | Nürburgring Nord     |                      | Carlo Ubbiali       | Hermann Paul Müller | Bill Lomas          | Geoff Duke         | Rapport |
| 1954  | Solitude             |                      | Rupert Hollaus      | Werner Haas         | Ray Amm             | Geoff Duke         | Rapport |
| 1953  | Schottenring         |                      | Carlo Ubbiali       | Werner Haas         | Carlos Bandirola    | Walter Zeller      | Rapport |
| 1952  | Solitude             |                      | Werner Haas         | Rudi Felgenheier    | Reg Armstrong       | Reg Armstrong      | Rapport |
| 1951  | Solitude             |                      | Hermann Paul Müller | Enrico Lorenzetti   | Geoff Duke          | Geoff Duke         | Rapport |
| Année | Circuit              |                      | 175 cm3             | 250 cm3             | 350 cm3             | 500 cm3            | Rapport |
| 1939  | Sachsenring          |                      |                     | Nello Pagani        | Walter Hamelehle    | Dorino Serafini    | Rapport |
| 1938  | Sachsenring          |                      |                     | Ewald Kluge         | John White          | Georg Meier        | Rapport |
| 1937  | Sachsenring          |                      |                     | Ewald Kluge         | Harold Daniell (en) | Karl Gall (en)     | Rapport |
| 1936  | Hohenstein-Ernstthal |                      |                     | H. G. Tyrell Smith  | Freddie Frith       | Jimmy Guthrie      | Rapport |
| 1935  | Hohenstein-Ernstthal |                      |                     | Walfried Winkler    | Walter Rusk         | Jimmy Guthrie      | Rapport |
| 1934  | Hohenstein-Ernstthal |                      |                     | H. G. Tyrell Smith  | Jimmie Simpson      | Otto Ley (de)      | Rapport |
| 1933  | AVUS                 |                      |                     | Charlie Dodson      | Ernst Loof          | Josef Steltzer     | Rapport |
| 1931  | Nürburgring          |                      |                     | Elvetio Toricelli   | H. G. Tyrell Smith  | Stanley Woods      | Rapport |
| 1930  | Nürburgring          |                      |                     | Les Crabtree        | Jimmy Guthrie       | Graham Walker      | Rapport |
| 1929  | Nürburgring          |                      | Arthur Geiß         | Syd Crabtree        | Wal Handley         | H. G. Tyrell Smith | Rapport |
| 1928  | Nürburgring          |                      | Arthur Geiß         | Syd Crabtree        | Pietro Ghersi       | Charlie Dodson     | Rapport |
| 1927  | Nürburgring          |                      | Willy Henkelmann    | Cecil Ashby         | Jimmie Simpson      | Graham Walker      | Rapport |
| 1926  | AVUS                 |                      | Kurt Friedrich      | Jock Porter         | Jimmie Simpson      | Josef Steltzer     | Rapport |
| 1925  | AVUS                 |                      | Willy Zick          | Cecil Ashby         | Miro Maffeis        | Paul Köppen        | Rapport |

## Palmarès du Grand Prix d'Allemagne de l'Est
Les cases roses indiquent les courses qui n'ont pas fait partie du championnat du monde de vitesse moto.
| Année | Circuit     | 50 cm3       | 125 cm3       | 250 cm3        | 350 cm3          | 500 cm3           | Rapport |
| ----- | ----------- | ------------ | ------------- | -------------- | ---------------- | ----------------- | ------- |
| 1972  | Sachsenring | Theo Timmer  | Börje Jansson | Jarno Saarinen | Phil Read        | Giacomo Agostini  | Rapport |
| 1971  | Sachsenring | Ángel Nieto  | Ángel Nieto   | Dieter Braun   | Giacomo Agostini | Giacomo Agostini  | Rapport |
| 1970  | Sachsenring | Aalt Toersen | Ángel Nieto   | Rod Gould      | Giacomo Agostini | Giacomo Agostini  | Rapport |
| 1969  | Sachsenring | Ángel Nieto  | Dave Simmonds | Renzo Pasolini | Giacomo Agostini | Giacomo Agostini  | Rapport |
| 1968  | Sachsenring |              | Phil Read     | Bill Ivy       | Giacomo Agostini | Giacomo Agostini  | Rapport |
| 1967  | Sachsenring |              | Bill Ivy      | Phil Read      | Mike Hailwood    | Giacomo Agostini  | Rapport |
| 1966  | Sachsenring |              | Luigi Taveri  | Mike Hailwood  | Giacomo Agostini | Frantisek Stastny | Rapport |
| 1965  | Sachsenring |              | Frank Perris  | Jim Redman     | Jim Redman       | Mike Hailwood     | Rapport |
| 1964  | Sachsenring |              | Hugh Anderson | Phil Read      | Jim Redman       | Mike Hailwood     | Rapport |
| 1963  | Sachsenring |              | Hugh Anderson | Mike Hailwood  | Mike Hailwood    | Mike Hailwood     | Rapport |
| 1962  | Sachsenring | Jan Huberts  | Luigi Taveri  | Jim Redman     | Jim Redman       | Mike Hailwood     | Rapport |
| 1961  | Sachsenring |              | Ernst Degner  | Mike Hailwood  | Gary Hocking     | Gary Hocking      | Rapport |
| 1960  | Sachsenring |              | Ernst Degner  | John Hempleman | Jim Redman       | John Hempleman    | Rapport |
| 1959  | Sachsenring |              | Werner Musiol | Gary Hocking   | John Hempleman   | Gary Hocking      | Rapport |
| 1958  | Sachsenring |              | Ernst Degner  | Horst Fügner   | Luigi Taveri     | Dickie Dale       | Rapport |